# Death by Metal
Death by Metal – pierwsze demo zespołu Death wydane w 1984.

## Twórcy
- Rick Rozz − Gitara
- Chuck Schuldiner – Gitara/Wokal (tylko w utworze Power of Darkness)
- Kam Lee − Wokal/Perkusja

## Lista utworów
1. "Legion of Doom" − 3:34
2. "Zombie" − 3:03
3. "Power of Darkness" − 2:29
4. "Death by Metal" − 2:16
5. "Evil Dead (live)" − 3:30